# Fístula obstètrica
La fístula obstètrica és una afecció mèdica en què es desenvolupa un forat (que comunica o fístula) al canal del part com a conseqüència del part. Això pot estar entre la vagina i el recte, l'urèter o la bufeta. Pot provocar incontinència urinària o fecal. Les complicacions poden incloure depressió, infertilitat i aïllament social.
Els factors de risc inclouen la distòcia, el mal accés a l'atenció mèdica, la desnutrició i l'embaràs en l'adolescència. El mecanisme subjacent és un flux sanguini deficient a la zona afectada durant un període prolongat (com en el part prolongat). El diagnòstic es basa generalment en símptomes i es pot recolzar amb l'ús de blau de metilè.
Les fístules obstètriques són gairebé totalment prevenibles amb un ús adequat de la cesària. El tractament sol ser per cirurgia. Si es tracta precoçment, l'ús d'un catèter urinari pot ajudar a la curació. L'assessorament també pot ser útil. S'estima que hi ha 2 milions de dones a l'Àfrica subsahariana, Àsia, la regió àrab i Amèrica Llatina, amb uns 75.000 casos nous que es desenvolupen a l'any. Es produeix molt rarament al món desenvolupat. Es considera una malaltia de la pobresa.